# Gennem Kamp til Sejr (film fra 1910)
 For alternative betydninger, se Gennem Kamp til Sejr. (Se også artikler, som begynder med Gennem Kamp til Sejr)
Gennem Kamp til Sejr er en dansk stumfilm fra 1910 produceret af Nordisk Films Kompagni. Filmens instruktør er ukendt.
Filmen havde dansk biografpremiere i Panoptikon Teatret den 21. august 1910.

## Handling
En læges husholderske bliver gift med malersvend. Han dør, og hun bliver gift med lægen.

## Medvirkende
- Axel Boesen
- Petrine Sonne
- Lauritz Olsen
- Franz Skondrup
- Maggi Zinn
- Gudrun Kjerulf
- Anton Seitzberg